# Aabach (Seetal)
Der Aabach (auch Hallwiler Aa genannt) ist ein rund 27 Kilometer langer Bach in den Schweizer Kantonen Luzern und Aargau. Er gehört zum Einzugsgebiet der Aare und fliesst von Süden nach Norden durch das Seetal.

## Namen
Im Mittelalter hiess der Aabach Lenzbach. Der alteuropäische Name des Aabachs, Lentia, hat den gleichen Wortstamm wie die Linde.

## Geographie

### Verlauf
Der Aabach entspringt  auf einer Höhe von 463 m ü. M. im Baldeggersee, der neben der Ron von mehreren kurzen Bächen gespeist wird. Bei Mosen mündet der Bach in den Hallwilersee. Zwischen Boniswil und Seengen tritt er wieder aus dem See aus. Rund 700 Meter vom nördlichen Ende des Sees entfernt liegt auf zwei künstlichen Inseln das Schloss Hallwyl, eines der bedeutendsten Wasserschlösser der Schweiz. Am südlichen Stadtrand von Lenzburg zweigt ein unterirdischer Entlastungsstollen ab, der unterhalb von Niederlenz wieder auf den Bach trifft; durch diesen wird bei Hochwasser die überschüssige Wassermenge geleitet. Der Aabach mündet in Wildegg von rechts in die Aare, kurz nachdem die Bünz knapp zweihundert Meter davor in den Aabach mündet.

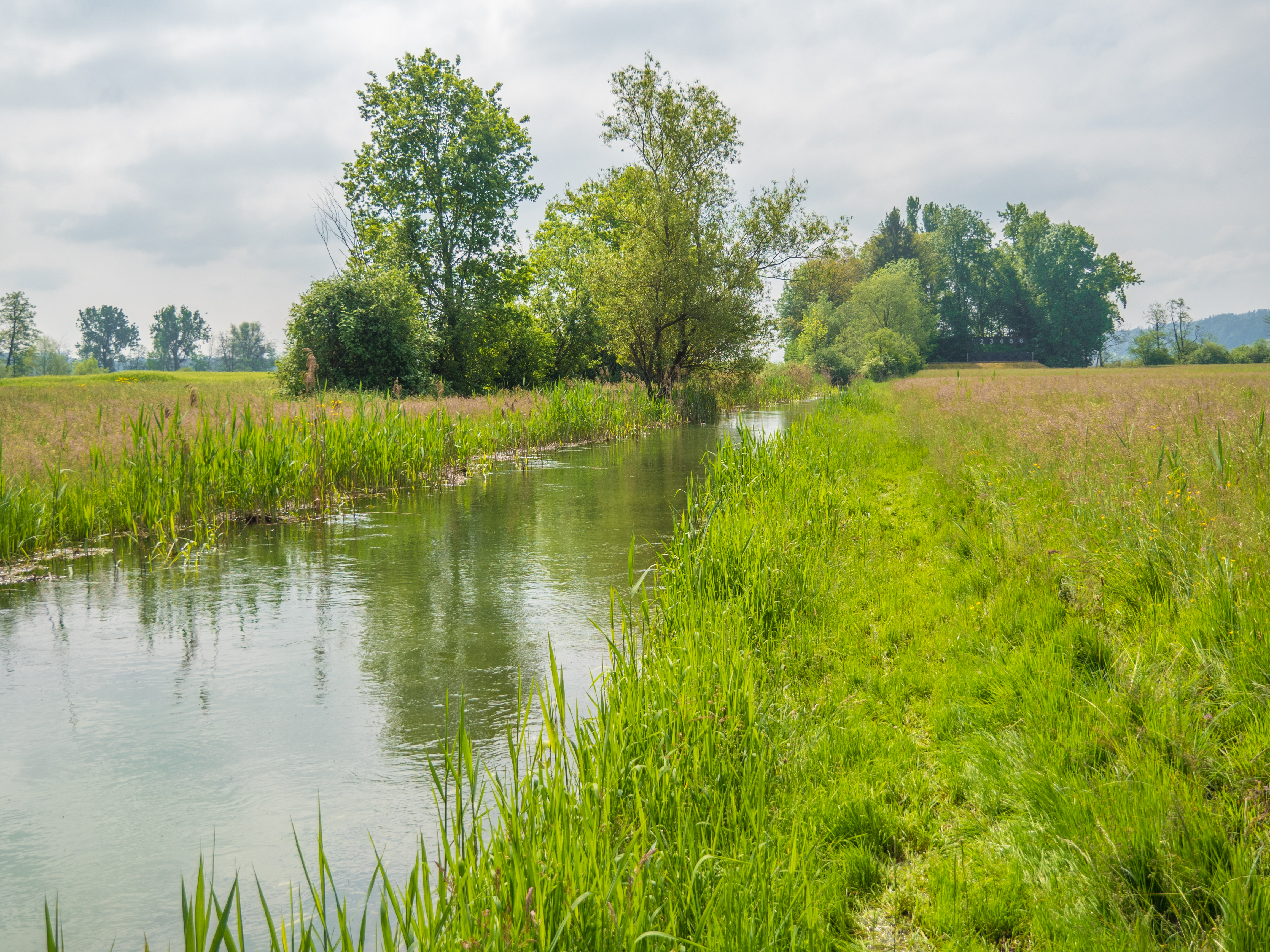
Beim Baldeggersee-Ausfluss
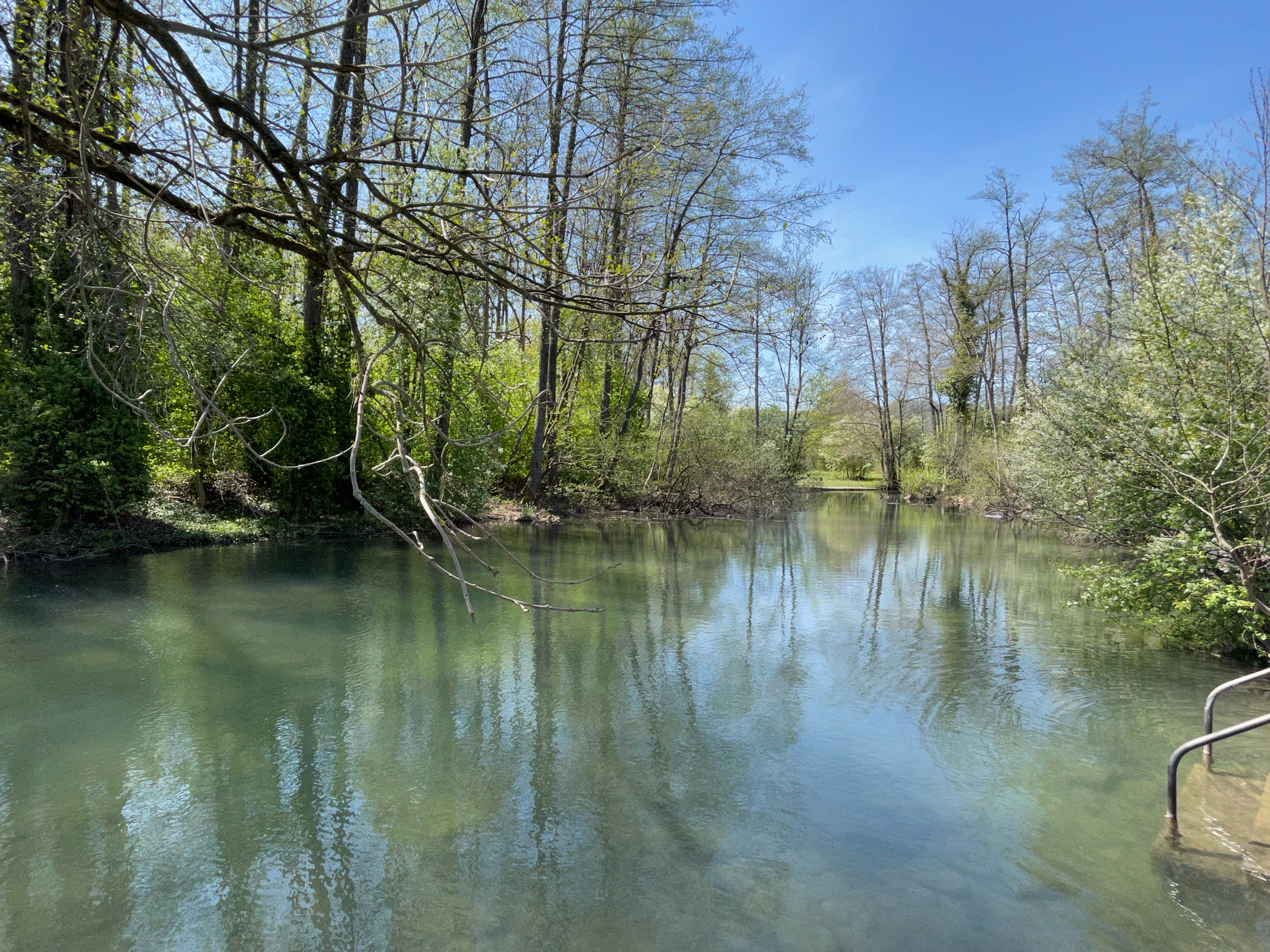
Beim Schloss Hallwyl
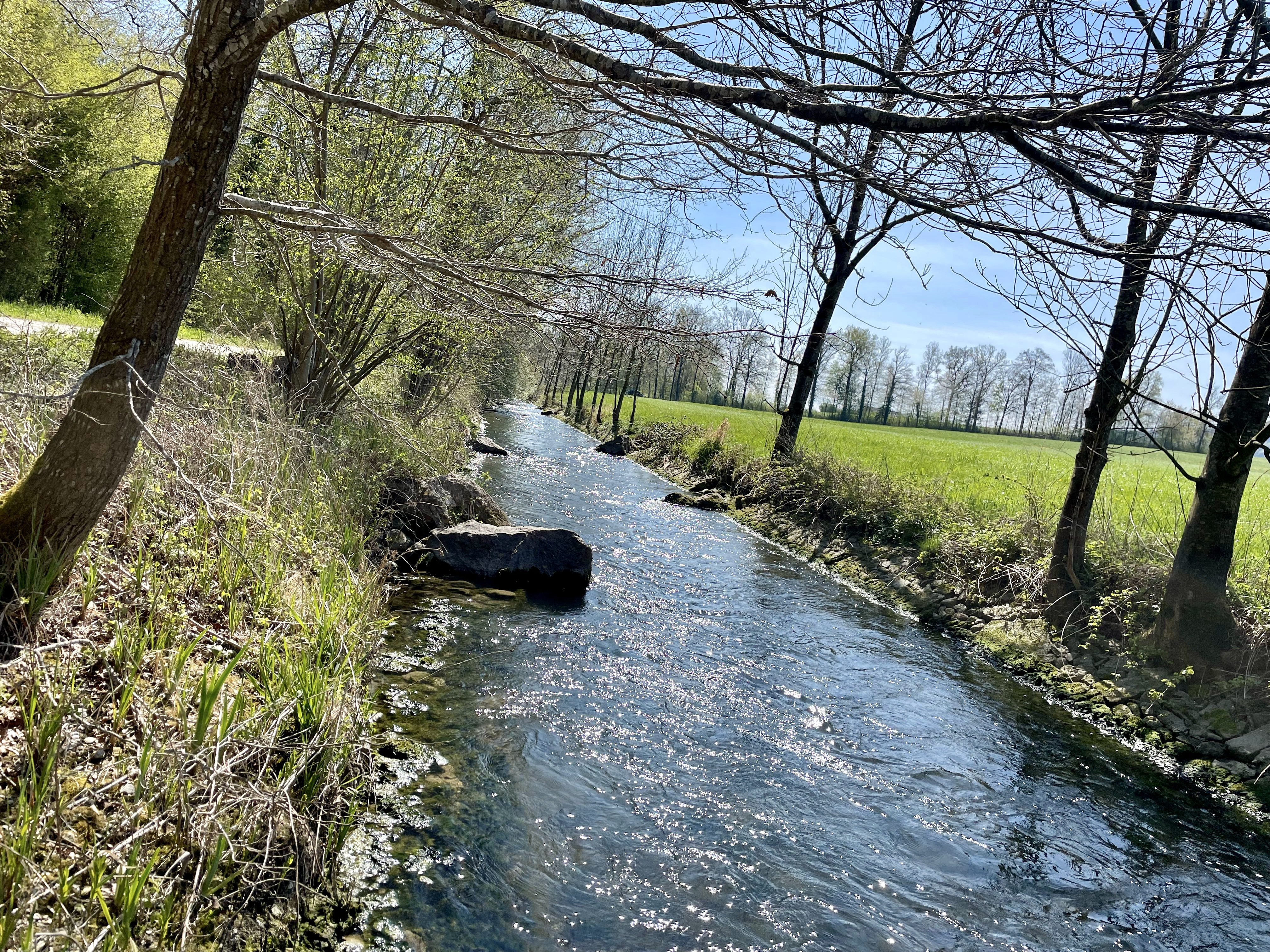
Kanalisierter Lauf
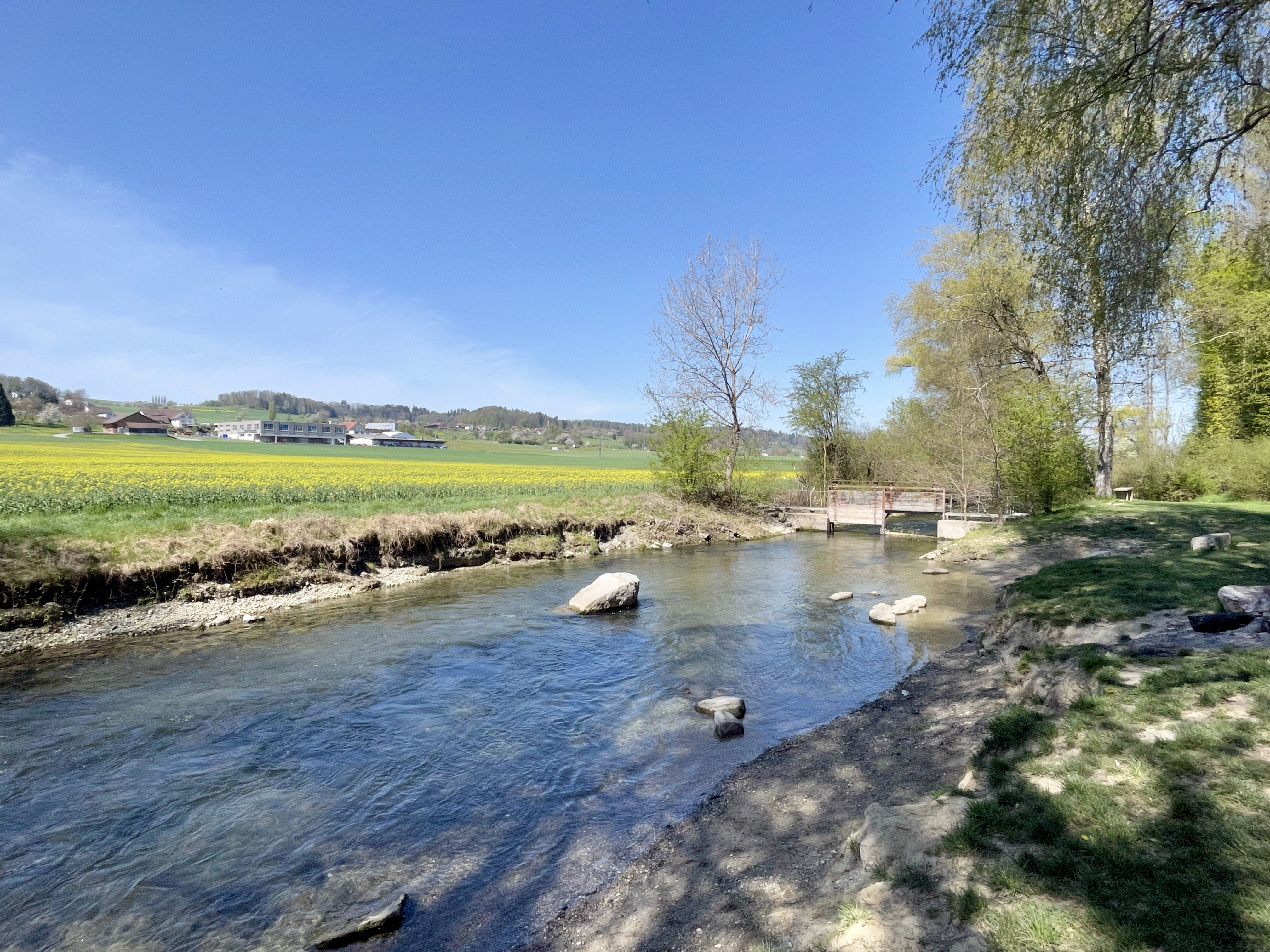
Renaturierter Lauf
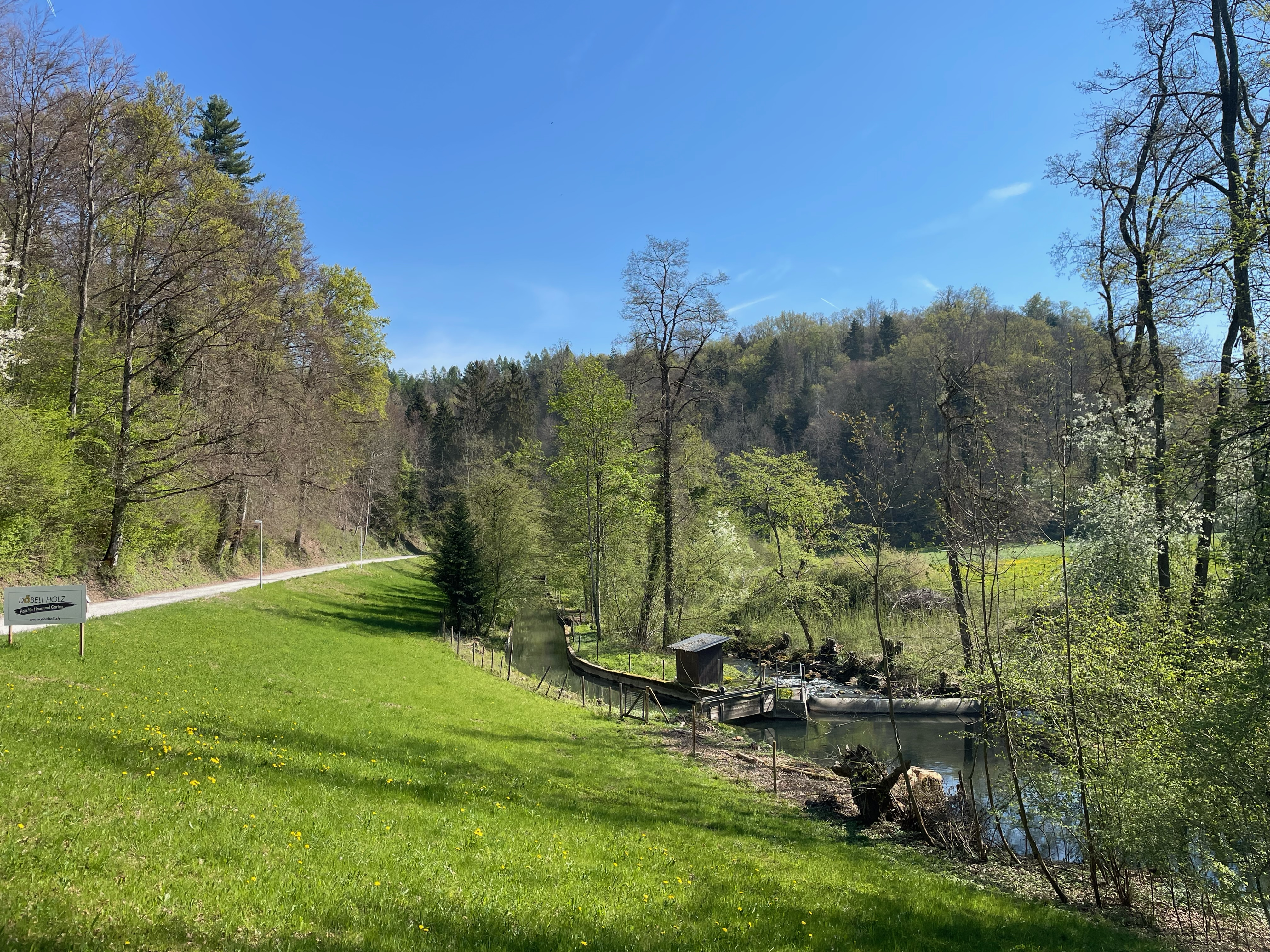
Oberhalb der Sigismühle
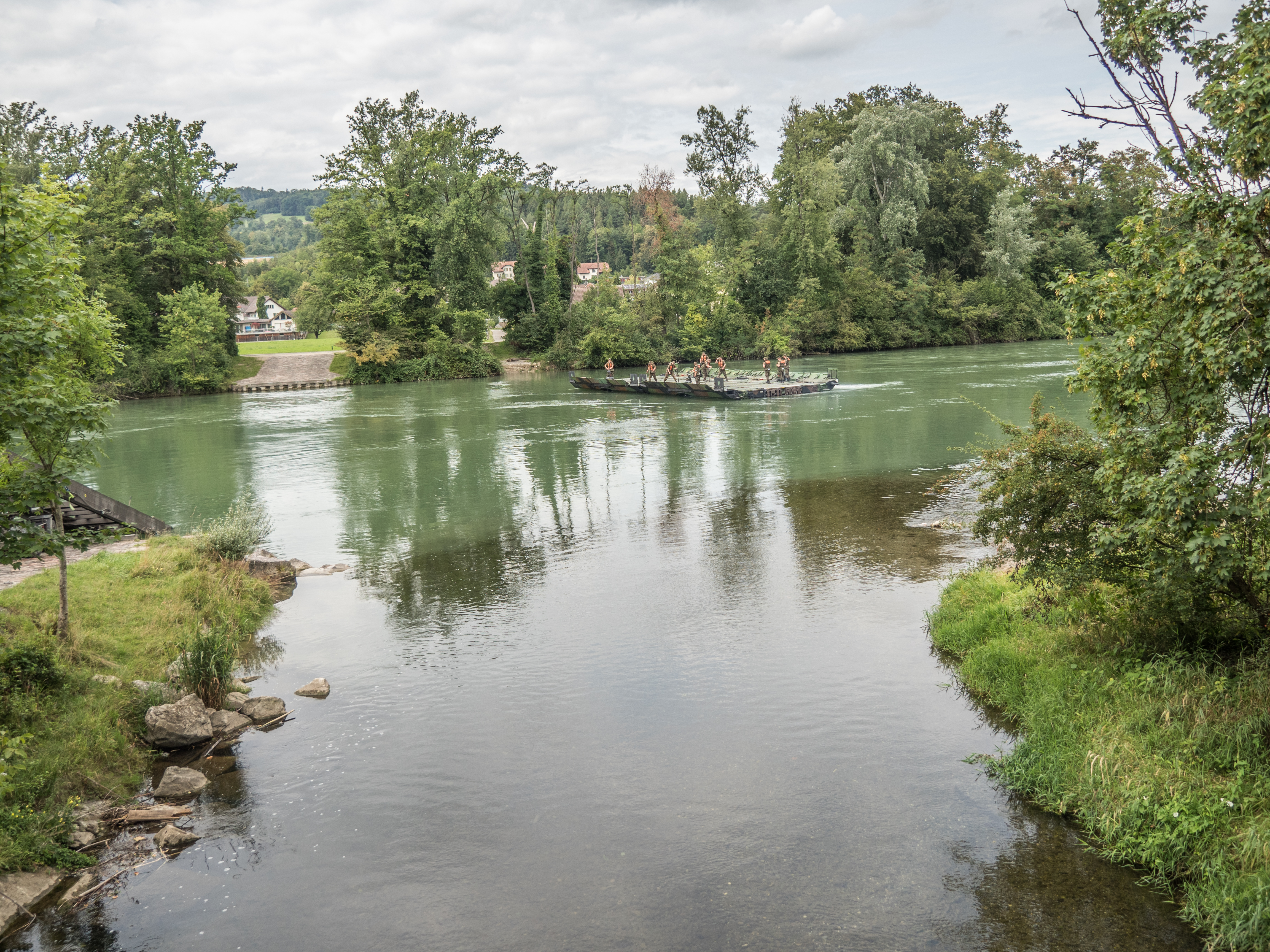
Mündung in die Aare in Wildegg

### Einzugsgebiet
Das 302,7 km² grosse Einzugsgebiet des Aabachs liegt im Seetal und wird durch ihn über die Aare und den Rhein zur Nordsee entwässert.
Es besteht zu 22,6 % aus bestockter Fläche, zu 56,9 % aus Landwirtschaftsfläche, zu 14,8 % aus Siedlungsfläche und zu 5,7 % aus unproduktiven Flächen.
Die Flächenverteilung
Die mittlere Höhe des Einzugsgebietes beträgt 543,3 m ü. M., die minimale Höhe liegt bei 348 m ü. M. und die maximale Höhe bei 876 m ü. M.

### Zuflüsse und Seen
Vom Ursprung zur Mündung (Auswahl):
- Baldeggersee, Ursprung
- Altgassbach, links in Ermensee
- Hallwilersee, darin:
  - Altwiserbach, rechts
  - Vorderbach, rechts bei Aesch
  - Hinderbach, rechts bei Aesch
  - Teufibach, rechts
  - Eggelerbach, links bei Beinwil am See
  - Wilibach, links
  - Dorfbach, rechts in Meisterschwanden
- Stadtbach, rechts in Lenzburg
- Bünz, rechts in Wildegg

## Brücken

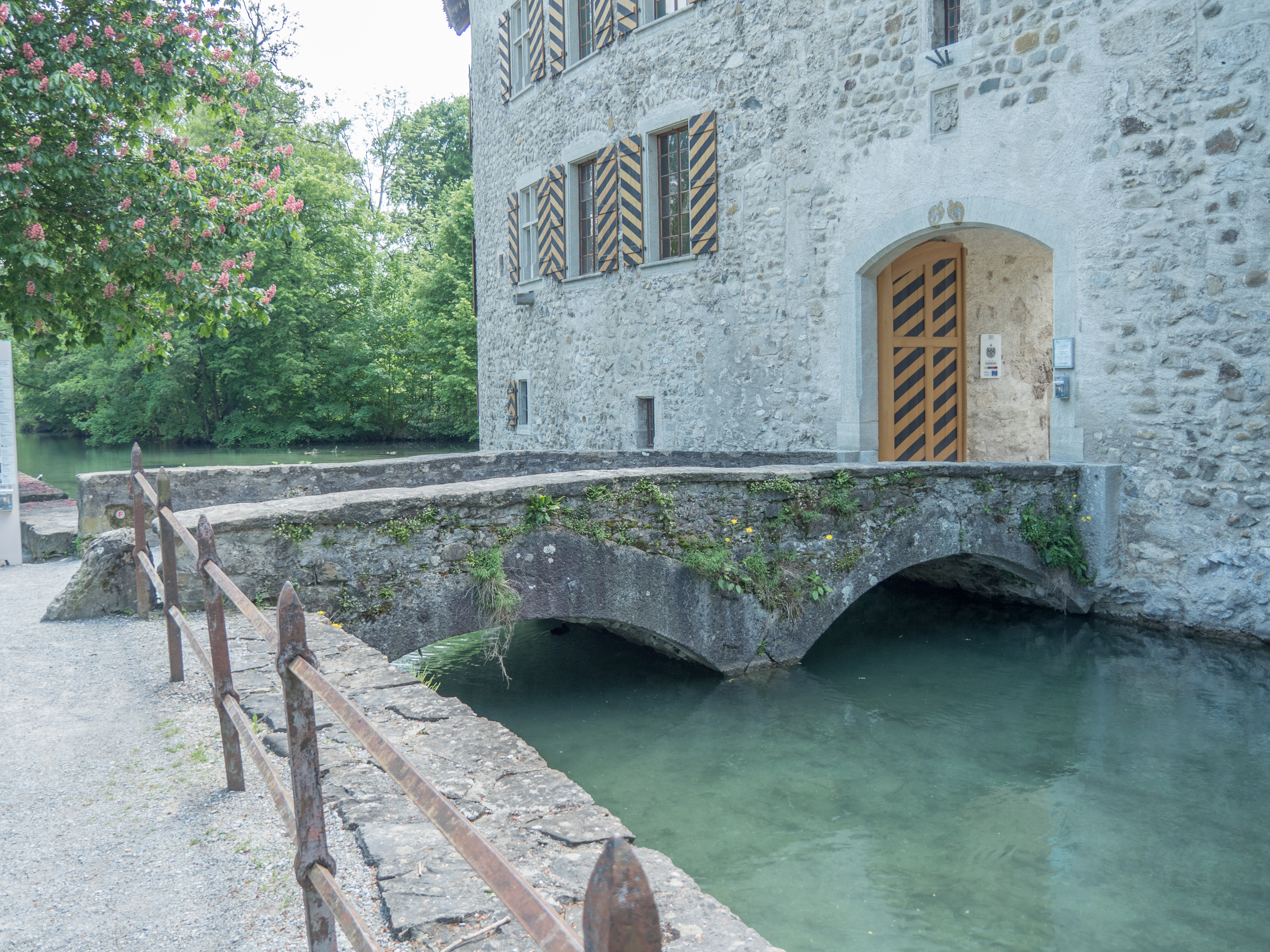
Schloss Hallwyl-Brücke

Auf seinem Weg wird er von rund 100 Brücken überquert: 41 Strassenbrücken, 37 Fussgänger- und Velobrücken, 12 Gebäude-«Brücken», 6 Feldwegbrücken und 3 Eisenbahnbrücken.